# 黎士弘
黎士弘（1618年—1697年），字愧曾，清代長汀濯田陳屋人。
萬曆四十七年（1618年）生。少時師事李世熊，稱入室弟子，好李賀、王勃作品。十四歲補博士弟子員，顺治十一年（1654年）中舉人。與周亮工有往來。康熙元年，任廣信府推官，為政清廉，“莅事精敏，刑狱多所平反”，时人说 “遇黎则生”。康熙七年（1668年），任江西永新县令，永新境內多崇山峻岭，民生凋敝。士弘赴任後，盡除苛政，減徵徭，使民安居樂業。歷任甘州同知、常州知府、甘肃按察使、宁夏道台。好記當地風俗民情。因平定吳三桂有功，官至布政司参政。康熙十八年，以母老辭官歸養，居家二十八年。康熙三十六年（1697年），卒於家。著有《托素齋詩文集》10卷、《仁恕齋筆記》3卷、《理信存稿》3卷、《西陲聞見歌》等。

## 延伸阅读
[在维基数据编辑]
 《清史稿/卷285》
 《清史稿/卷285》，出自趙爾巽《清史稿》